# Малково (Могилёвская область)
Ма́лково (бел. Малкава) — деревня в составе Славковичского сельсовета Глусского района Могилёвской области Республики Беларусь.

## Население
- 2009 год — 15 человек